# Kai Niemi
Kai Juhani Niemi (ur. 15 września 1955 w Pori) – fiński żużlowiec, występujący również na długim torze.

## Życiorys
Siedmiokrotny Indywidualny Mistrz Finlandii (1977–1981, 1988, 1990), czterokrotny finalista Indywidualnych Mistrzostw Świata (Göteborg 1980 – VIII m., Los Angeles 1982 – XIII m., Göteborg 1984 – XII m., Bradford 1985 – IV m.), sześciokrotny finalista Mistrzostw Świata Par (Manchester 1977 – VI m., Vojens 1979 – VII m., Krško 1980 – VI m., Liverpool 1982 – IV m., Pardubice 1987 – VI m., Leszno 1989 – V m.), dwukrotny finalista Indywidualnego Pucharu Mistrzów (Natschbach-Loipersbach 1989 – brązowy medal, Elgane 1991 – XV m.). Był również czterokrotnym finalistą Indywidualnych Mistrzostw Świata w wyścigach na długim torze (najlepszy wynik: Pfarrkirchen 1986 – VIII m.).
W 1992 r. wystąpił w dwóch meczach polskiej I ligi żużlowej, w barwach klubu Unia Tarnów.